# Emils Billeder
Emils Billeder er en dansk kortfilm fra 1998, der er instrueret af Karina Riis.

## Handling
Filmen følger Emil fra fødslen til en alder af 20 år. Som barn befinder han sig i sin egen verden og konfronteres nødvendigvis med omgivelserne. Emils udforskning af verden skildres fra hans skiftende synsvinkler. Filmen er et billeddigt, hvor ordene spiller en mindre rolle, mens billed- og lyduniverset er fremhævet.